# Sinoxylon oleare
Sinoxylon oleare is een keversoort uit de familie boorkevers (Bostrichidae). De wetenschappelijke naam van de soort is voor het eerst geldig gepubliceerd in 1932 door Lesne.